# Hemicoelus
Hemicoelus is een geslacht van kevers uit de familie van de klopkevers (Anobiidae).

## Soorten
- Hemicoelus carinatus (Say, 1823)
- Hemicoelus costatus Aragona, 1830
- Hemicoelus defectus (Fall, 1905)
- Hemicoelus fulvicornis Sturm, 1837
- Hemicoelus gibbicollis LeConte, 1859
- Hemicoelus laticollis (Fall, 1905)
- Hemicoelus nelsoni (Hatch, 1961)
- Hemicoelus nitidus Fabricius, 1792
- Hemicoelus pusillus (Fall, 1905)
- Hemicoelus rufipennis Duftschmid, 1825
- Hemicoelus rufipes Fabricius, 1792
- Hemicoelus thomsoni Kraatz, 1881
- Hemicoelus umbrosus (Fall, 1905)